# Conques
Pour les articles homonymes, voir Conques (homonymie).
Conques (en occitan Concas) est une ancienne commune française située dans le département de l'Aveyron en Midi-Pyrénées, en région Occitanie, devenue, le 1er janvier 2016, une commune déléguée de la commune nouvelle de Conques-en-Rouergue.
Pendant tout le Moyen Âge, Conques fut un important sanctuaire où étaient vénérées les reliques du crâne de sainte Foy. Elle est célèbre grâce à son église abbatiale dont l'architecture et les sculptures du porche sont remarquables, et son trésor, notamment la statue en or de Sainte Foy. Depuis le XXe siècle, elle a été déclarée « étape majeure » sur le chemin de Saint-Jacques-de-Compostelle (Via Podiensis) parce qu'elle est citée dans le dernier Livre du Codex Calixtinus, pratiquement inconnu jusqu'à son édition en latin en 1882.
C'est aussi un village classé par l'association Les plus beaux villages de France. Le lien supposé avec le pèlerinage à Compostelle a valu à Conques, en 1998, le classement au Patrimoine mondial de l'humanité de l'abbatiale et du pont sur le Dourdou. L'influence de Conques sur le tourisme local a été reconnue en 2008 par le Conseil Régional Midi-Pyrénées avec la reconnaissance de la commune comme l'un des Grands Sites de Midi-Pyrénées. Le village et les gorges du Dourdou sont également site classé depuis 2021.

## Géographie

### Localisation
La commune jouxte sur sa limite nord le département du Cantal en Auvergne, région Auvergne-Rhône-Alpes. Le village est situé au confluent du Dourdou et de l'Ouche.
Le territoire de la commune de Conques résulte de la fusion, en 1834, des communes de Conques, Montignac et Saint-Marcel.

### Description
Les deux rivières du Dourdou et de l'Ouche forment à cet endroit une sorte de coquille (« Concha » en latin, « Conca » en occitan), qui aurait donné son nom au village. Au nord de Rodez, au fond d'un cirque apparaît le village médiéval de Conques tassé autour de l'abbatiale Sainte-Foy, à mi-pente sur le versant ensoleillé. Les maisons disposées en espalier tournent leurs façades principales vers le midi. Le schiste règne ici en maître et fournit non seulement la pierre à bâtir mais aussi le pavé des rues et les lauzes des toits. Il cède la place à la pierre de taille et au grès rose ou gris, plus rarement au granite, pour les encadrements des portes et des fenêtres. C'est l'association de ces pierres et du sable du Dourdou, issu de la désagrégation de roches de même origine, qui donne au patrimoine bâti de Conques ses teintes ocre aux nuances rosées en parfaite harmonie avec son environnement.
Le site de Conques frappe par son caractère âpre et sauvage, relevé avant même le XIXe siècle, et mis en valeur depuis l'époque romantique. Ce dépaysement est particulièrement sensible quand on arrive depuis Saint-Cyprien par la vallée du Dourdou.

## Toponymie
Conques est un emprunt au latin concha « coquillage, coquille », lui-même d'origine grecque κο'γχη. L'indo-européen konkha transmis en grec et en latin, désigne un coquillage appelé conque et, par métaphore, un espace creux à parois solides, comme un creux accusé en montagne, un creux arrondi de rocher ou de carrière. En dehors du domaine occitan, l'abbaye et la ville de Conques sont dans les pays de langue d'oïl, prononcés « Conches » (deux communes en France et un district en Suisse).

## Histoire

### Moyen Âge

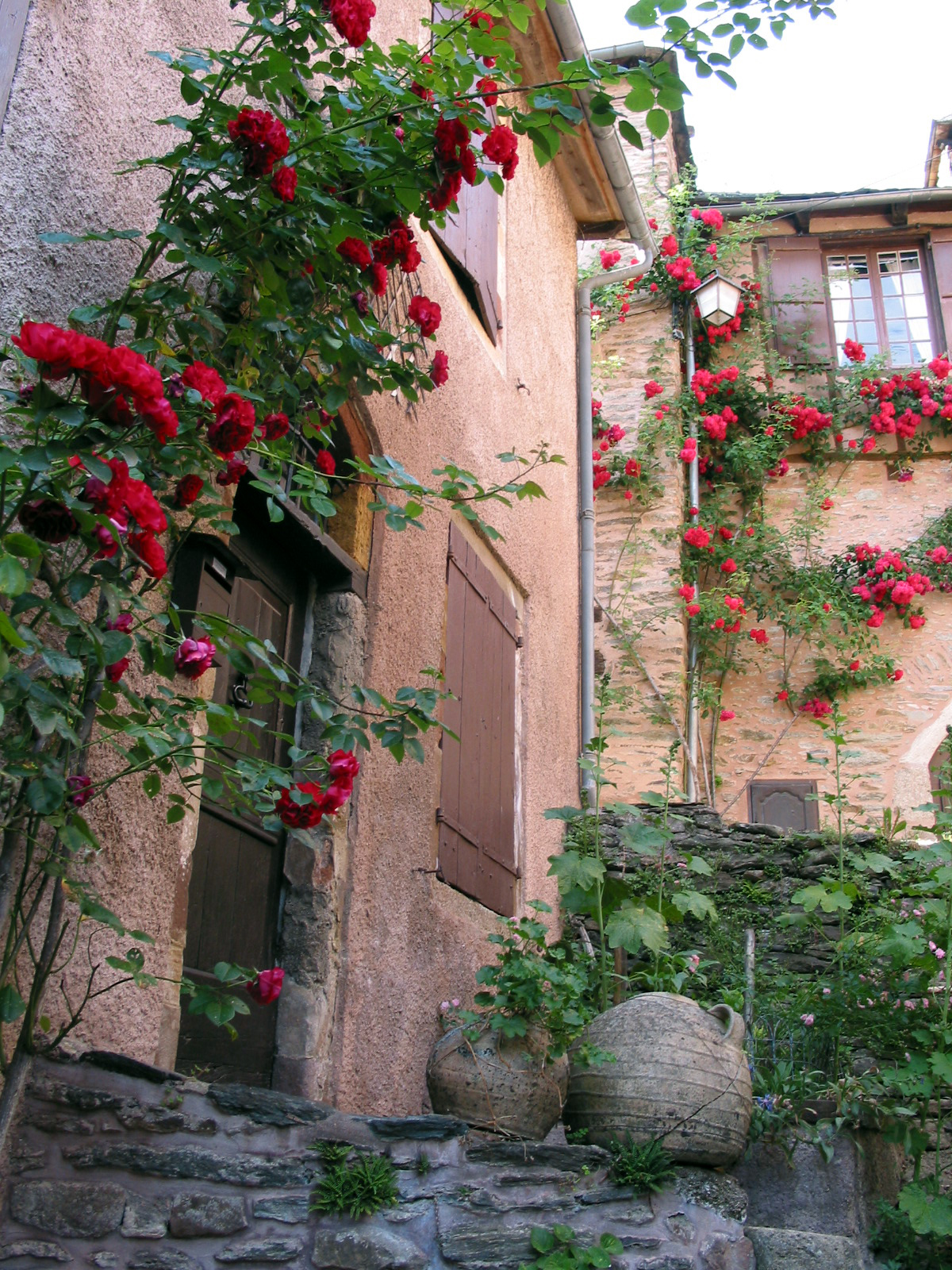
Une vieille demeure du village.

On pense que, dès le Ve siècle, aurait existé à cet endroit une petite agglomération autour d'un oratoire consacré au Saint-Sauveur. Cet oratoire, après le passage des Sarrasins vers 730, aurait été reconstruit par les soins de Pépin le Bref, puis par Charlemagne. Vers la même époque, l'ermite Dadon y fonde un monastère qui adopte la règle de saint Benoît avant 801 sous la direction de l'abbé Medraldus, successeur de Dadon. Ainsi structurée, cette abbaye réunit progressivement d'importants domaines fonciers et constitue un îlot de prospérité dans la détresse économique du IXe siècle.
Entre 864 et 875, événement capital, un moine de Conques, Ariviscus (ou Aronside), parvient à dérober les reliques de sainte Foy dans une église abbatiale située aux environs d’Agen, où sainte Foy avait subi le martyre à l'âge de douze ans en 303. Cette pratique est très courante au Moyen Âge ; elle est pudiquement appelée « translation furtive ». Ce vol pieux aurait immédiatement déclenché des miracles, ce qui provoqua la venue de nombreux pèlerins.
Pendant la même période, un tombeau attribué à l'apôtre saint Jacques est découvert à Compostelle. Vers 955-960, le comte de Rouergue Raymond Ier de Toulouse est l'un des premiers pèlerins qui se rendent en Galice pour vénérer l'apôtre. Trente ans plus tard, son fils Raimond a un enfant et est vainqueur des musulmans dans les environs de Barcelone ; en signe de reconnaissance, il fait cadeau à Conques d'une magnifique prise de guerre, une selle garnie de parements d'argent ciselé, avec lesquels les moines fabriquent une grande croix qui devient le symbole des chrétiens.
Tout au long du XIe siècle, sainte Foy, au nom symbolique, patronne la croisade de la Reconquista espagnole. Deux moines de Conques deviennent évêques en Navarre et en Aragon : Pierre d'Andoque à Pampelune (1083-1115), et un certain Pons en 1100 à Barbastro (Aragon) où, l'année suivante, le roi Pierre Ier d'Aragon fonde un monastère dédié à sainte Foy. Les deux évêques assistent à la donation de Roncevaux à l'abbaye de Conques entre 1100 et 1104.
Au XIIIe siècle, l'abbaye se renforce et atteint l'apogée de sa puissance économique. Mais elle décline aux XIVe et XVe siècles, et est finalement sécularisée en 1537.

### Époque contemporaine

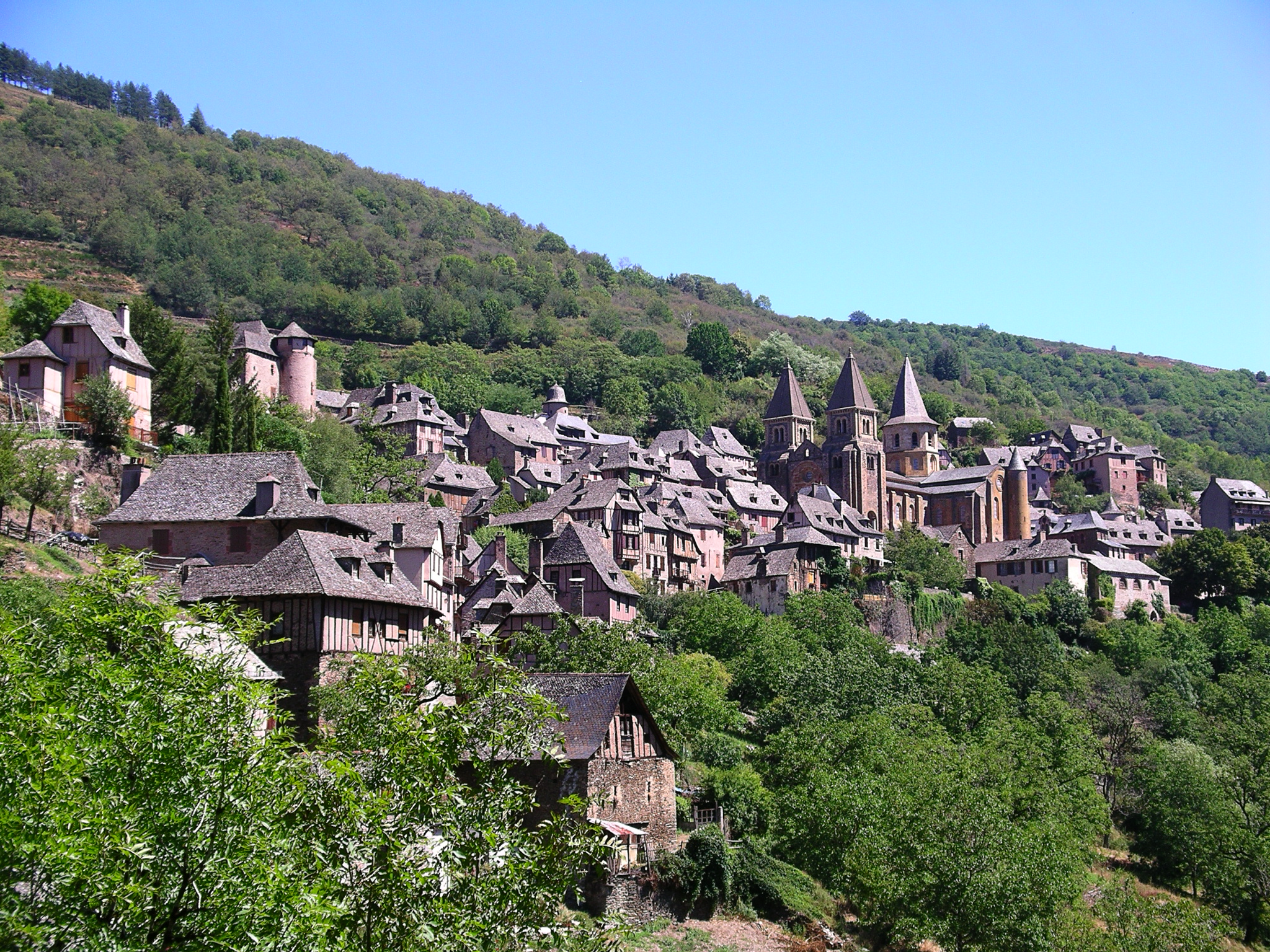
Le village.

Abandonnée depuis la Révolution, Conques est redécouverte en 1837 par Prosper Mérimée, alors inspecteur des Monuments historiques. Le trésor et le grand portail ont été conservés intacts par les habitants, mais l'église doit subir des consolidations.
En 1832, Conques absorbe Montignac et une partie de Saint-Marcel (l'autre partie étant réunie à Sénergues). En 1873, Mgr Bourret, évêque de Rodez, s'adresse au père Edmond Boulbon, restaurateur de l'ordre canonial de Prémontré à Saint-Michel de Frigolet en Provence, pour le renouveau du culte de sainte Foy et du pèlerinage ; le 21 juin 1873, une petite colonie de six chanoines réguliers est installée dans l'antique abbaye par l'évêque de Rodez. Les habitants de Conques, en ce début de la Troisième République, voient refleurir une époque dont ils avaient perdu jusqu'au souvenir : les cloches de l'abbatiale sonnent de nouveau matines, laudes, vêpres et complies…
En 1911, un musée est construit par les Monuments historiques pour abriter les reliques de sainte Foy. Retrouvées en 1875, elles ont été reconnues et le pèlerinage a été remis en honneur depuis 1878.

### Conques, un bourg monastique

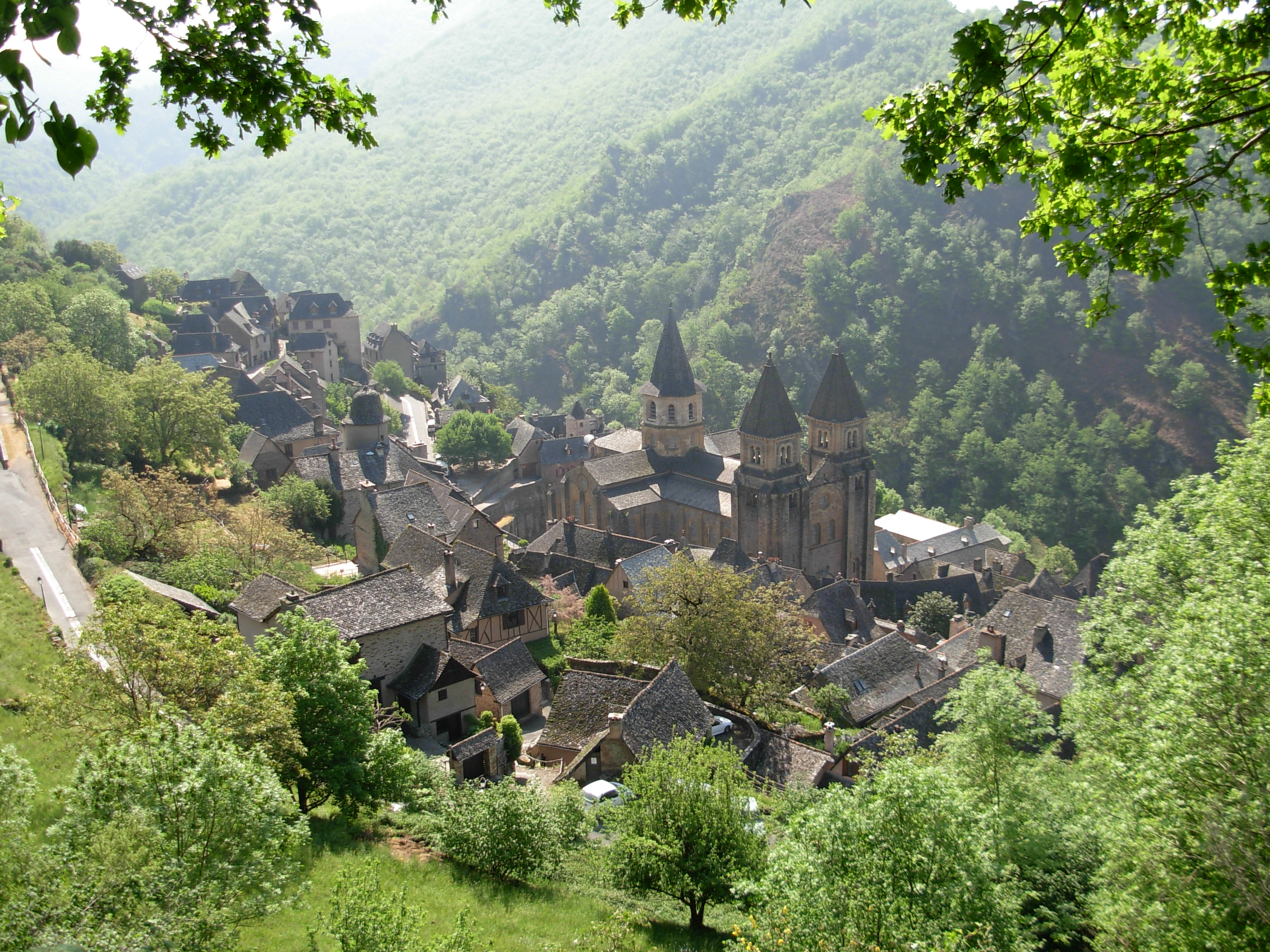
Une vue en hauteur.

Dans un premier temps, le monastère Saint-Sauveur fondé par l'ermite Dadon ne paraît pas avoir regroupé autour de lui une population nombreuse. Au début du IXe siècle, le chef-lieu de la viguerie (division territoriale de l'empire carolingien) se trouve à Montignac, héritier d'un grand domaine de l'Antiquité, aujourd'hui hameau du voisinage. Deux siècles plus tard, vers 1013-1020, Bernard d'Angers révèle dans son Livre des miracles de sainte Foy (Liber miraculorum sancte Fidis) l'existence d'un bourg (vicus) et même d'une « ville fameuse » (inclita villa) à Conques. Il cite même un certain Bernard Pourcel comme « bourgeois de cette ville » (burgensis illius ville) : c'est une mention précoce du « bourgeois » dans l'Occident médiéval.
À Conques, les activités économiques et le courant commercial né du pèlerinage, avec sa clientèle sans cesse renouvelée, ne peuvent qu'encourager le peuplement. Ainsi le Livre des miracles se fait l'écho du commerce rémunérateur de la cire et des cierges qui se pratiquait aux portes de l'église. Il cite même l'un de ces « marchands du temple », un Auvergnat cupide installé à Conques. L’hospitalité payante chez le particulier ou l'aubergiste devient une autre source de profit, car les moines ne peuvent pas assurer la nourriture et l'hébergement de tous les pèlerins. À l'époque romane, l'ouverture des grands chantiers de construction : abbatiale, cloître, bâtiments conventuels, remparts, provoque un appel de main-d’œuvre considérable. Même si les tâches spécialisées, comme la taille des pierres ou la sculpture, sont assurées le plus souvent par des équipes venues de l'extérieur, il faut bien recruter sur place l'armée des manœuvres, des terrassiers ou des bouviers.
On ignore le nombre d'habitants au XIIe siècle. Mais, en 1341, Conques comptait 730 « feux », soit 3 000 habitants environ, et se plaçait au septième rang parmi les villes du Rouergue. Il ne s'agit donc pas d'un simple village comme aujourd'hui, mais d'une agglomération à caractère urbain, avec ses remparts, ses quatre consuls renouvelables tous les ans, sa halle et son poids public. Elle a été construite par les moines de Conques.

### Le pèlerinage de Compostelle
Sur la via Podiensis du pèlerinage de Saint-Jacques-de-Compostelle, certains jacquets pouvaient prendre une variante qui permettait de rejoindre Toulouse pour honorer le corps de saint Sernin, et continuer leur chemin par la via Tolosana. Enjambant le Dourdou par le pont des « romieus », ils quittaient Conques pour gagner Aubin, et passaient par Villefranche-de-Rouergue et Gaillac. Au départ de Conques, deux itinéraires s'offraient aux pèlerins pour rejoindre le Quercy et l'abbaye de Moissac. Le plus court franchissait le Dourdou sur le vieux pont vers Aubin. Mais le plus fréquenté passait sous la Porte de La Vinzelle pour se diriger sur Grand-Vabre et Figeac vers l'ouest.

Dans le Guide du Pèlerin, rédigé autour de 1140, Aimery Picaud note : 

« Les Bourguignons et les Teutons qui vont à Saint-Jacques par la route du Puy doivent vénérer les reliques de sainte Foy, vierge et martyre, dont l'âme très sainte, après que les bourreaux lui eurent tranché la tête sur la montagne de la ville d'Agen, fut emportée au Ciel par les chœurs des anges sous la forme d'une colombe et couronnée des lauriers de l'immortalité. Quand le bienheureux Caprais, évêque de la ville d'Agen, qui, pour fuir les violences de la persécution, se cachait dans une grotte, eut vu cela, trouvant le courage de supporter le martyre, il alla rejoindre le lieu où la vierge avait souffert et gagnant dans un courageux combat la palme du martyre, il alla jusqu'à reprocher à ses bourreaux leur lenteur. Enfin le très précieux corps de la bienheureuse Foy, vierge et martyre, fut enseveli avec honneur par les chrétiens dans une vallée appelée vulgairement Conques; on bâtit au-dessus une belle basilique dans laquelle, pour la gloire de Dieu, jusqu'à aujourd'hui la règle de saint Benoît est observée avec le plus grand soin ; beaucoup de grâces sont accordées aux gens bien portants et aux malades ; devant les portes de la basilique coule une source excellente dont les vertus sont plus admirables encore qu'on ne peut le dire. »

Selon Frédéric de Gournay, aucun document antérieur au XIIe siècle ne fait de Conques une étape sur la route de Compostelle : jusqu'à l'abbatiat de Bégon III de Mouret (1087-1108) et même celui de son successeur, l'abbé Boniface, Conques apparaît comme un centre de pèlerinage, qui attire les pèlerins de provenance diverse (de la Catalogne à la Normandie), et un sanctuaire jaloux de son indépendance. La mention d'Aimery Picaud indique une première subordination de Conques, qui devient au XIIe siècle une étape sur la via Podiensis.

## Politique et administration

### Liste des maires
| Période                                  | Période | Identité       | Étiquette  | Qualité         |
| ---------------------------------------- | ------- | -------------- | ---------- | --------------- |
| Les données manquantes sont à compléter. |         |                |            |                 |
| mars 2001                                | 2016    | Philippe Varsi | DVD ex-UDF | Gazier retraité |

## Population et société

### Démographie
L'évolution du nombre d'habitants est connue à travers les recensements de la population effectués dans la commune depuis 1793. À partir du 1er janvier 2009, les populations légales des communes sont publiées annuellement dans le cadre d'un recensement qui repose désormais sur une collecte d'information annuelle, concernant successivement tous les territoires communaux au cours d'une période de cinq ans. 
Pour les communes de moins de 10 000 habitants, une enquête de recensement portant sur toute la population est réalisée tous les cinq ans, les populations légales des années intermédiaires étant quant à elles estimées par interpolation ou extrapolation. Pour la commune, le premier recensement exhaustif entrant dans le cadre du nouveau dispositif a été réalisé en 2008,.
En 2013, la commune comptait 255 habitants, en évolution de −9,25 % par rapport à 2008 (Aveyron : +0,58 %, France hors Mayotte : +2,49 %).
| 1793 | 1800 | 1806  | 1821  | 1831  | 1836  | 1841  | 1846  | 1851  |
| ---- | ---- | ----- | ----- | ----- | ----- | ----- | ----- | ----- |
| 803  | 806  | 1 234 | 1 317 | 1 309 | 1 360 | 1 418 | 1 387 | 1 483 |

| 1856  | 1861  | 1866  | 1872  | 1876  | 1881  | 1886  | 1891  | 1896  |
| ----- | ----- | ----- | ----- | ----- | ----- | ----- | ----- | ----- |
| 1 388 | 1 288 | 1 301 | 1 220 | 1 267 | 1 282 | 1 286 | 1 211 | 1 117 |

| 1901 | 1906 | 1911 | 1921 | 1926 | 1931 | 1936 | 1946 | 1954 |
| ---- | ---- | ---- | ---- | ---- | ---- | ---- | ---- | ---- |
| 993  | 990  | 902  | 755  | 725  | 709  | 686  | 647  | 561  |

| 1962 | 1968 | 1975 | 1982 | 1990 | 1999 | 2008 | 2013 | - |
| ---- | ---- | ---- | ---- | ---- | ---- | ---- | ---- | - |
| 529  | 479  | 420  | 404  | 362  | 302  | 281  | 255  | - |

Jusqu'en 1800, la population de la partie de Saint-Marcel rattachée à Conques n'est pas reprise dans le tableau.

### Cultes
L'évêque de Rodez a confié l'accueil des pèlerins du sanctuaire de Conques et le service des paroisses  de Saint Vincent du Vallon (Marcillac…) et de Saint Jacques Dourdou et Dazes (Villecomtal…) à la communauté des Prémontrés de l'abbaye de Mondaye. Le prieuré est  constitué de six frères qui célèbrent quotidiennement  la messe et les offices dans l'abbatiale sainte-Foy.

## Culture locale et patrimoine

### Lieux et monuments

#### L'église abbatiale Sainte-Foy

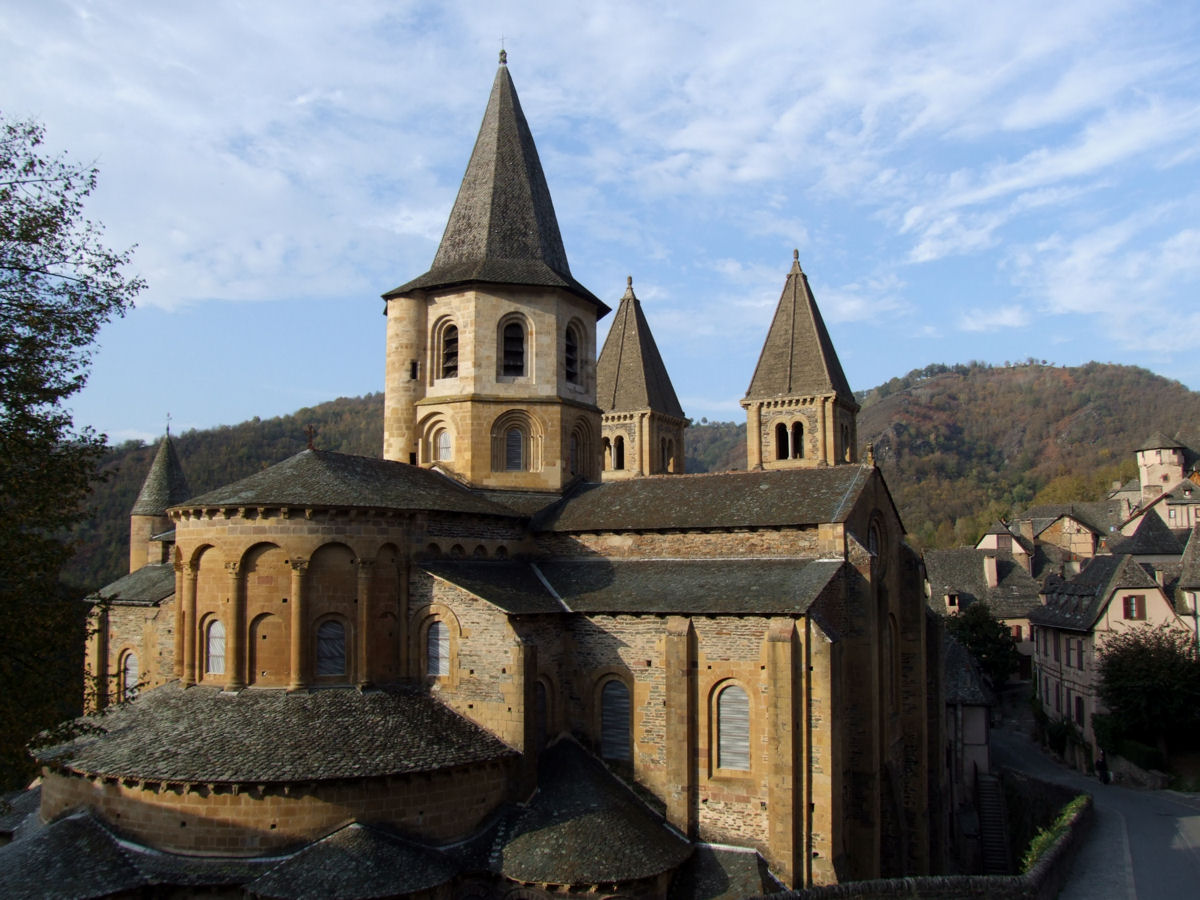
L’abbaye Sainte-Foy.

Cet édifice roman a été construit aux XIe et XIIe siècles ; les deux tours de façade datent du XIXe siècle. La partie qui fait la célébrité du lieu est le tympan. L'abbatiale conserve également un trésor comprenant des pièces d'art uniques de l'époque carolingienne. L'intérieur est décoré par des vitraux de Pierre Soulages.

#### Château d'Humières
C'est une bâtisse du XVIe siècle avec des consoles sculptées, et une haute tour d'escalier. On remarque au nord-ouest une curieuse fenêtre à meneau qui épouse l'arrondi de l'angle du mur.

#### La rue Charlemagne
Sur l'abrupte rue Charlemagne, la porte du Barry (faubourg en occitan) est une puissante arcade romane de grès rouge. Appelée encore en 1907 rue de la Caneyra (activités liées au chanvre), cette voie était empruntée au Moyen Âge par les pèlerins qui quittaient Conques en direction du Quercy et d’Aubin. La rue relie encore le parvis de l'abbatiale au pont « romain » de Conques.

#### Chapelle Saint-Roch

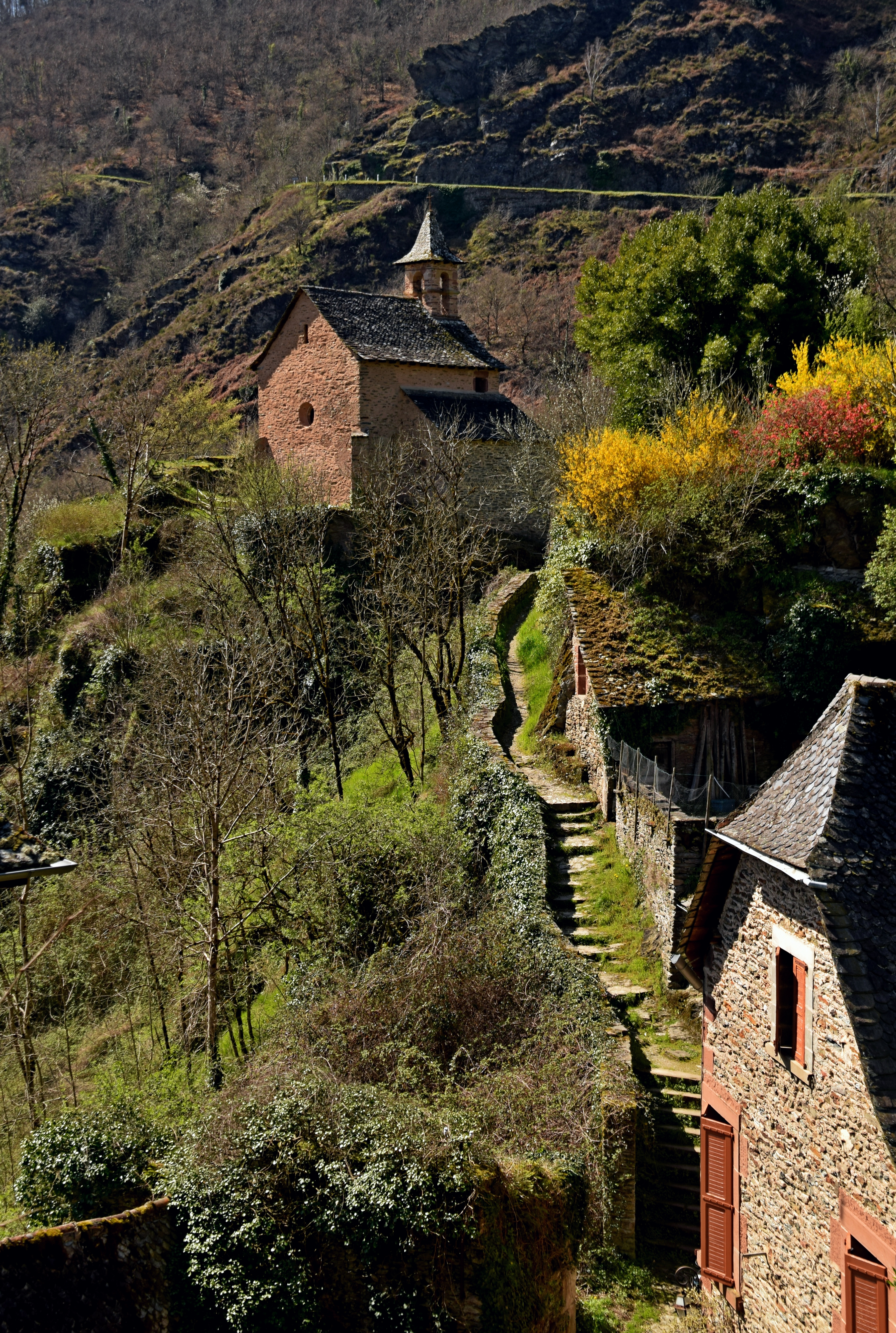
La chapelle Saint-Roch et le sentier d'accès depuis la rue Charlemagne.

Placée sur un éperon rocheux tout en bas du village de Conques dont elle est à l'écart et isolée parmi la verdure, à 90 m du pont sur le Dourdou, la chapelle Saint-Roch a été construite au XVe siècle à l'emplacement du château primitif de Conques dont la présence est attestée dès le XIe siècle. La chapelle a conservé deux décors peints, l’un du début du XVIe siècle et l’autre du XIXe siècle. Il y a une cavité de nature inconnue dans son soubassement. On y accède par un petit sentier pédestre depuis la rue Charlemagne.

#### Vieux pont dit «romain»

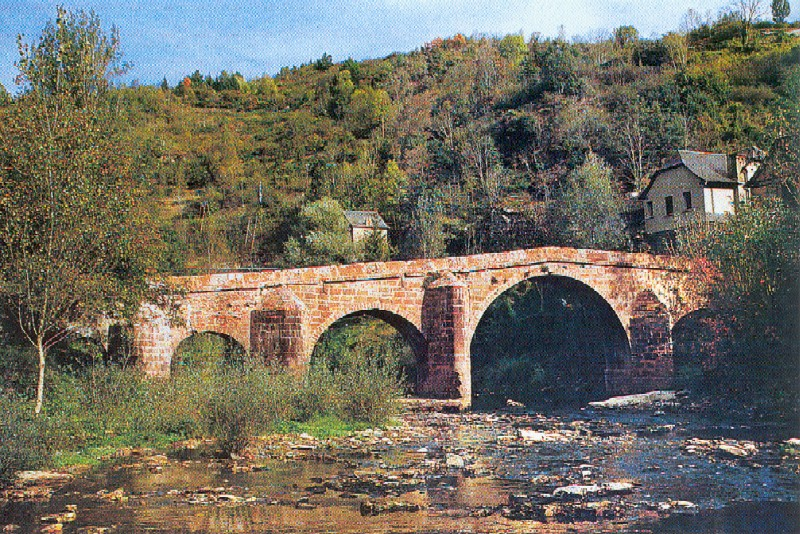
Le vieux pont, dit « romain », sur le Dourdou de Conques.

Au pied du village coule le Dourdou. Le chemin de Saint-Jacques le franchit grâce à ce pont, construit en 1410. En fait, il s'agit d'une mauvaise traduction de l'occitan romieus (« pèlerins »), car contrairement à d’autres régions, le mot jacquets ou jacquaire n’apparaît jamais en Rouergue, ni dans la toponymie, ni dans les textes. Le pont a été classé à l'inventaire des monuments historiques en 1930 et au patrimoine mondial en 1998. D'après les constatations faites par les ingénieurs des Ponts et Chaussées, les assises pourraient être sinon romaines du moins très antérieures au XVe siècle.[réf. nécessaire]

#### Tuiles décoratives
- Les tuiles céramiques qui ornent les façades des pavillons de certains quartiers ont été réalisées par l'artiste carcassonnais Jean Camberoque entre 1968 et 1972[réf. nécessaire].

#### L'église Saint-Marcel de Saint-Marcel

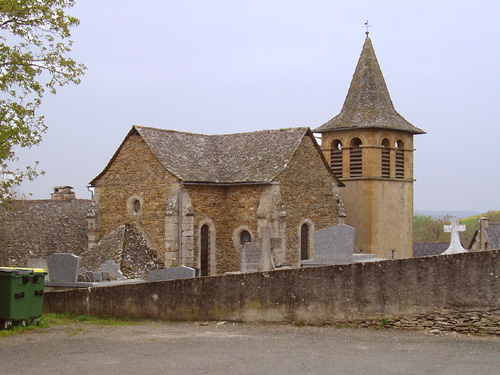
Église Saint-Marcel (Conques).

## Galerie de photos

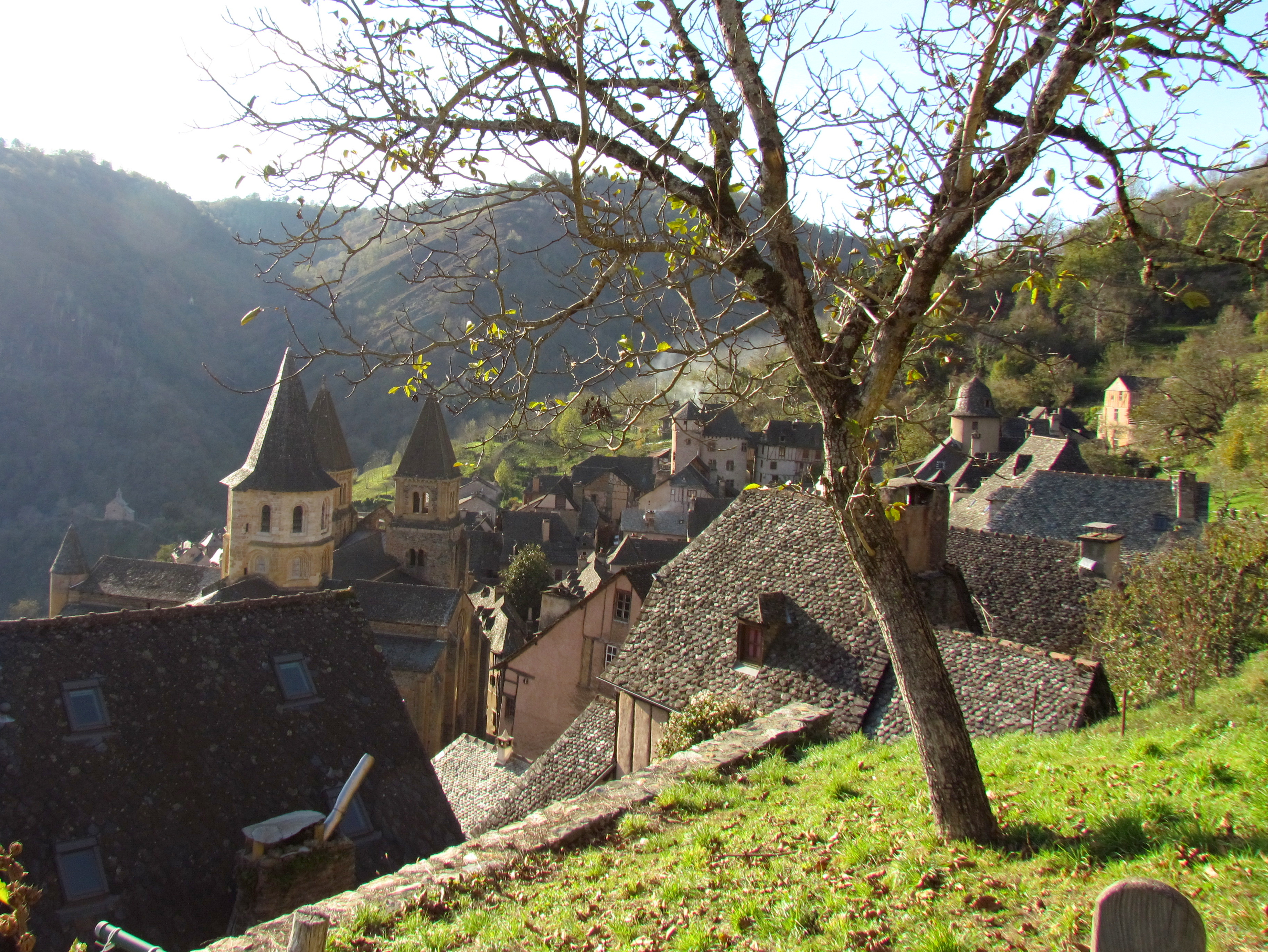
Vue légèrement plongeante sur l'église abbatiale et le village.
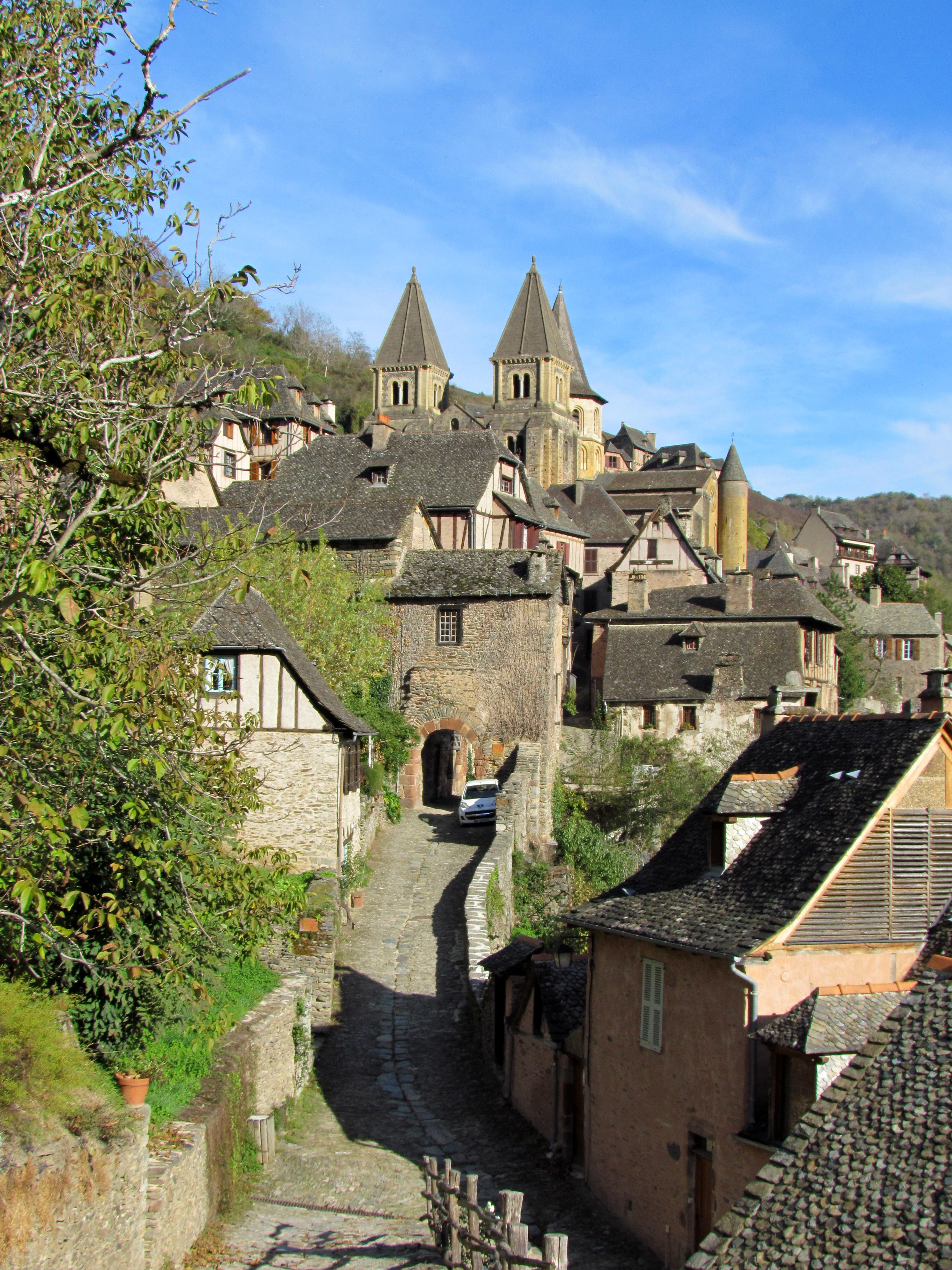
Vue sur l'abbatiale et le village.
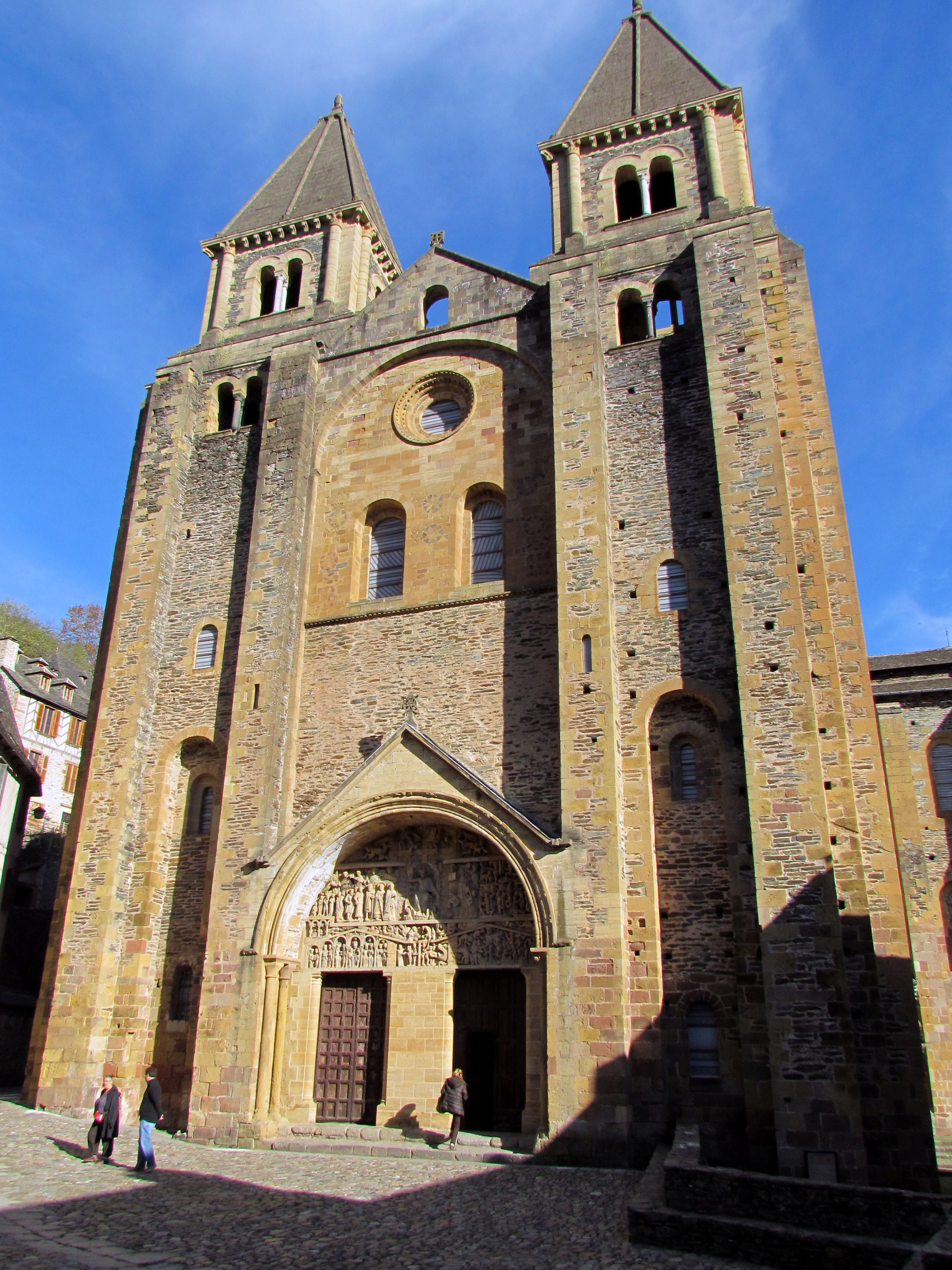
Entrée de l'abbatiale Sainte-Foy.
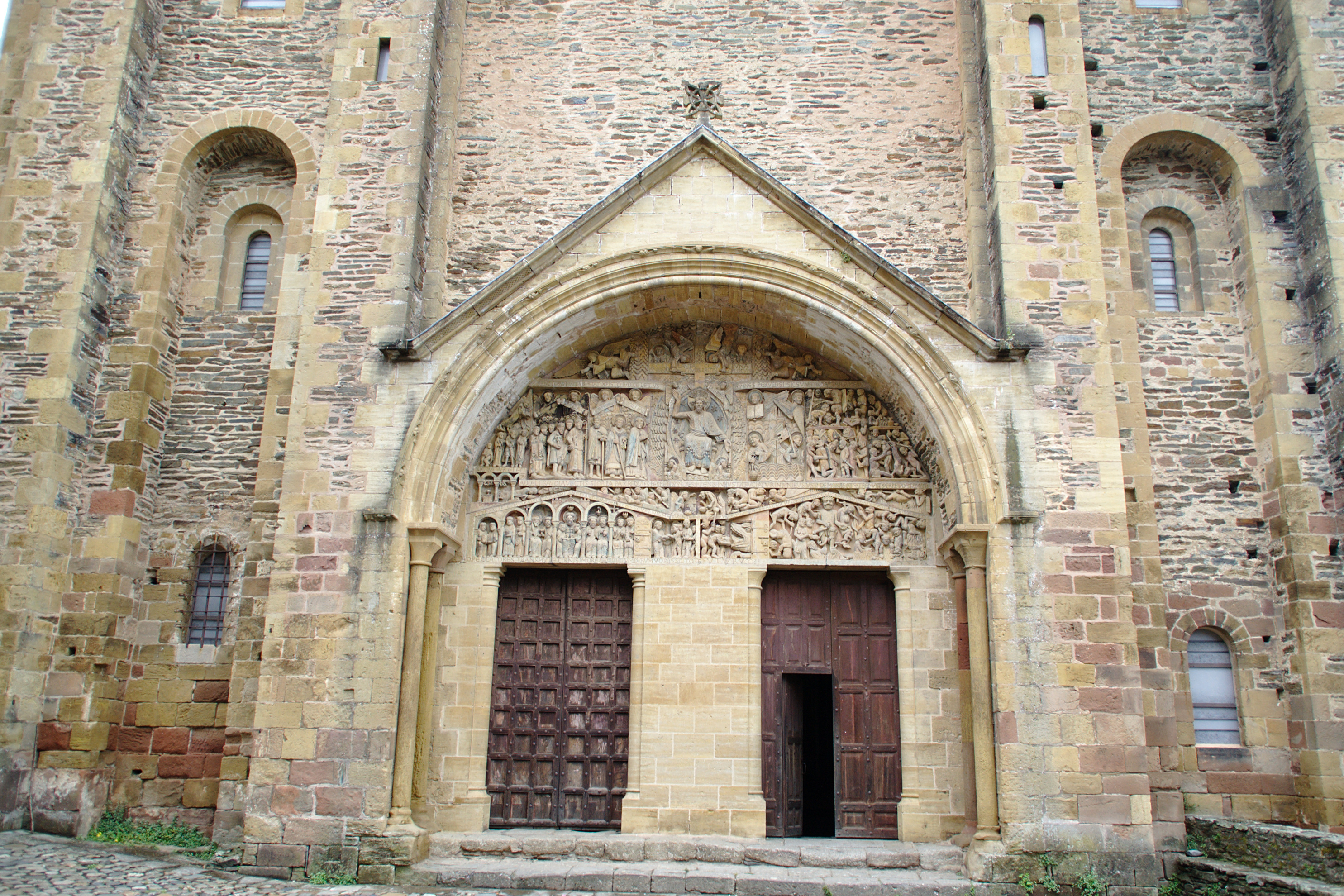
Tympan de l'abbatiale.
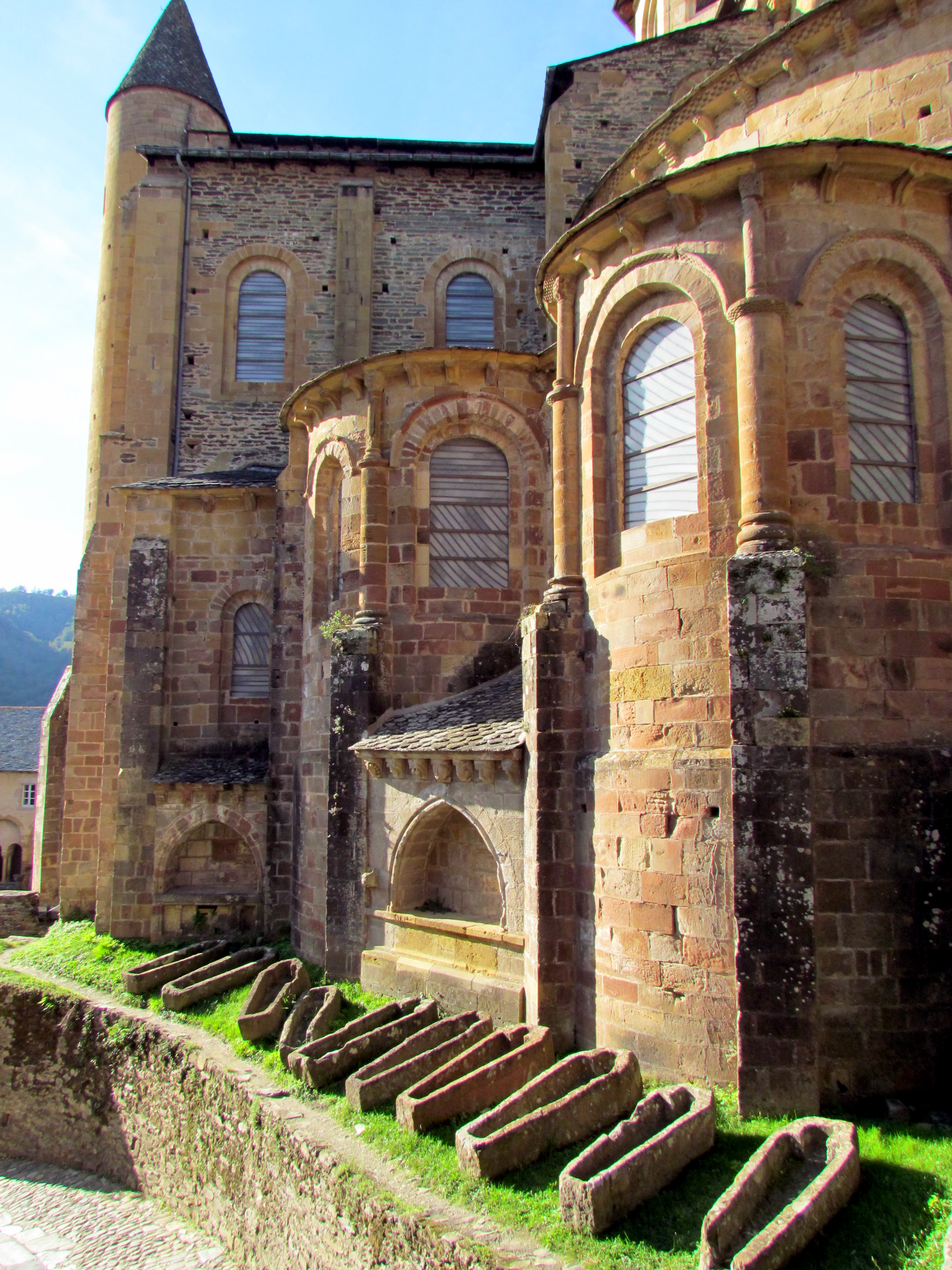
arcophages au pied de l'abbatiale.
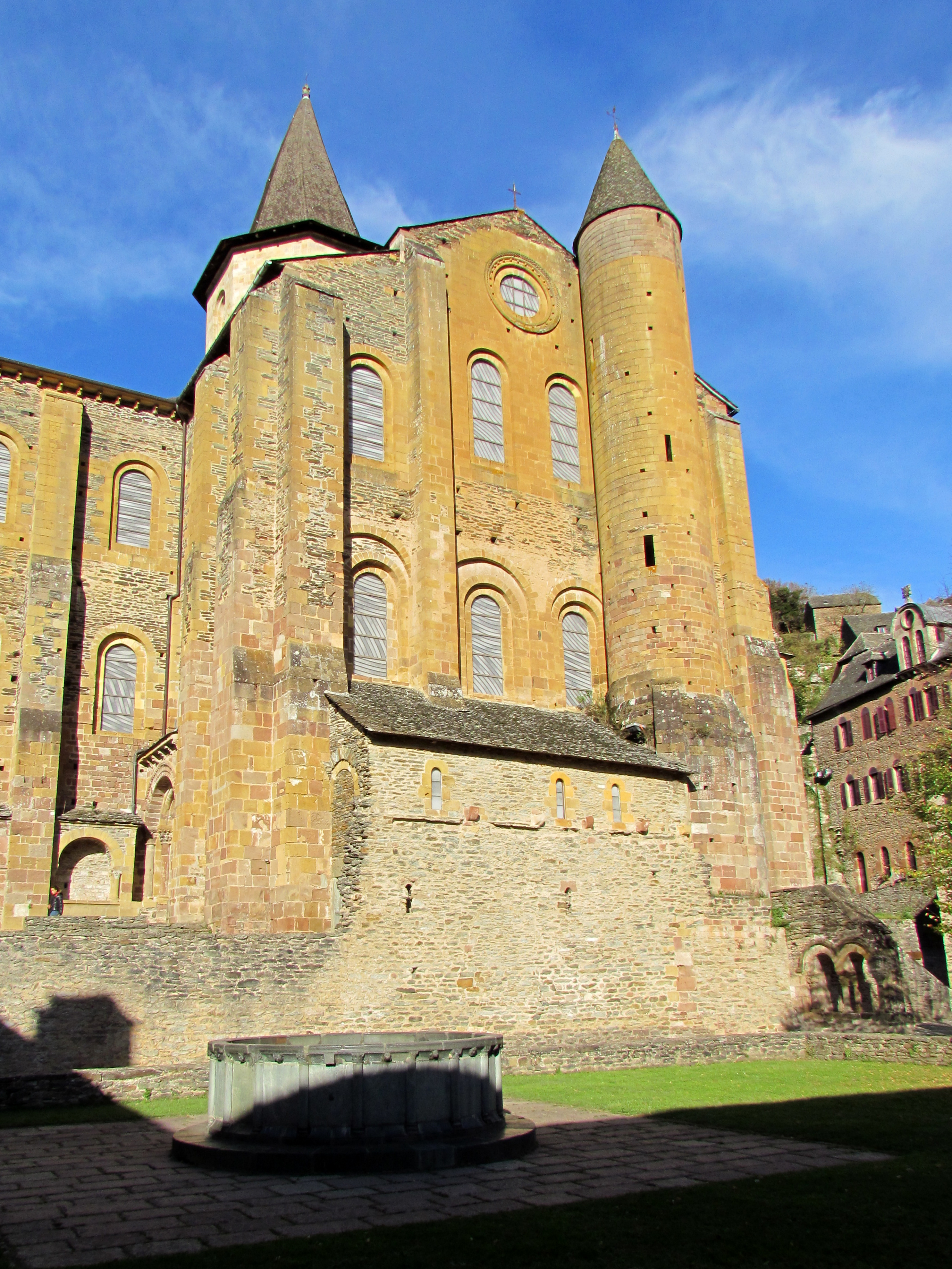
Vue partielle de l'abbatiale depuis le cloître.
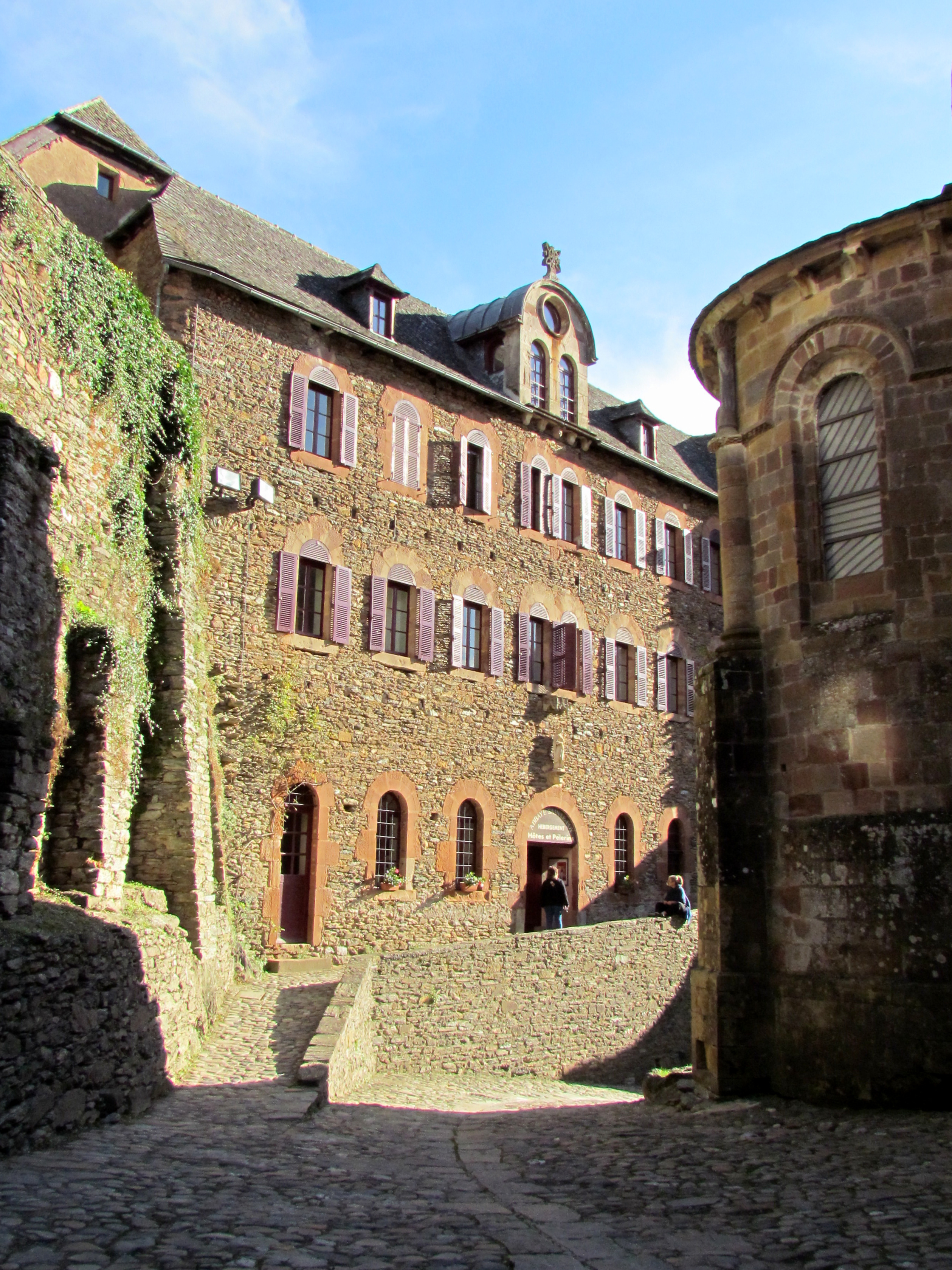
Bâtiment d'hébergement réservé aux pèlerins.
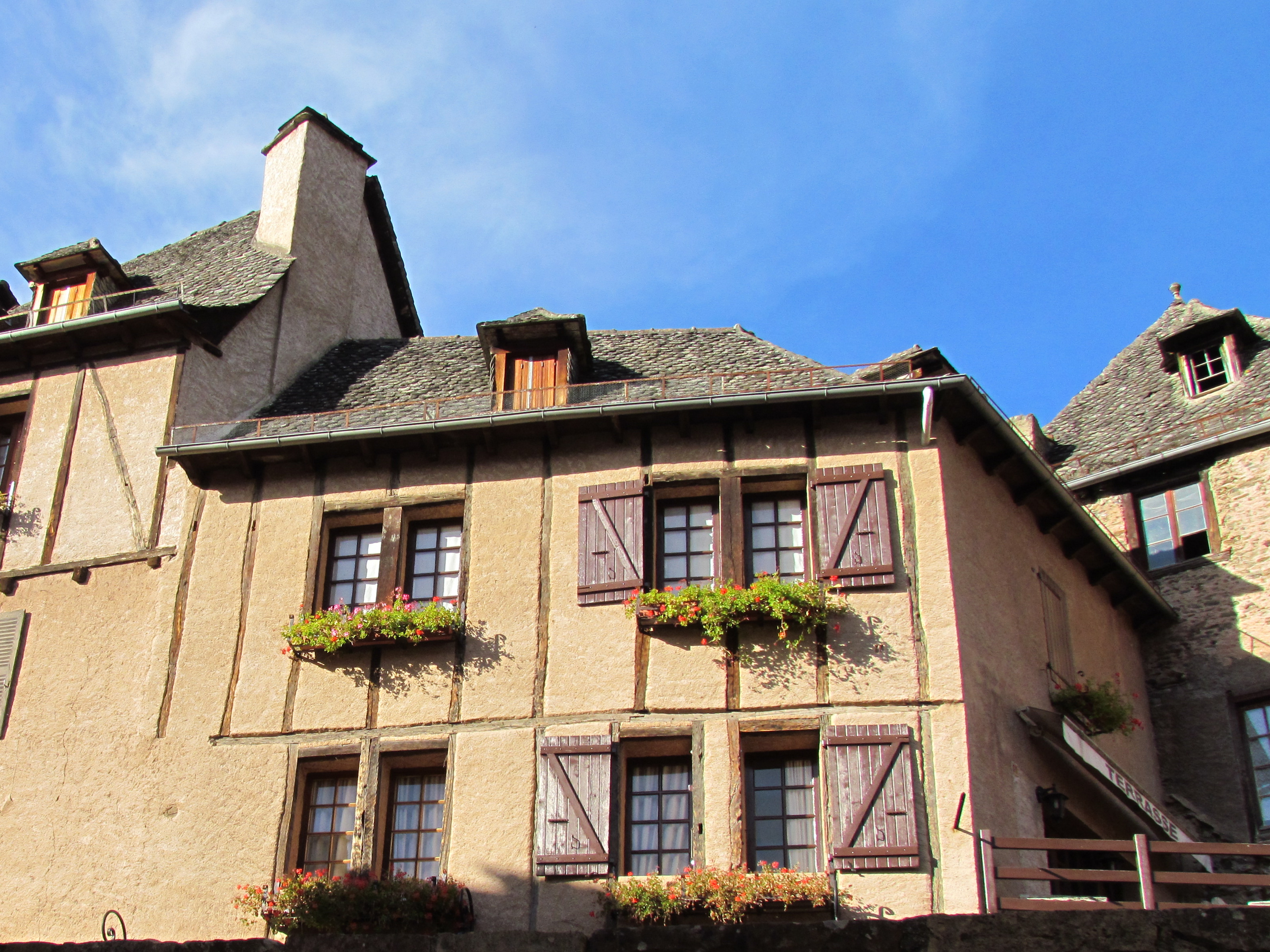
Une maison fleurie du village.
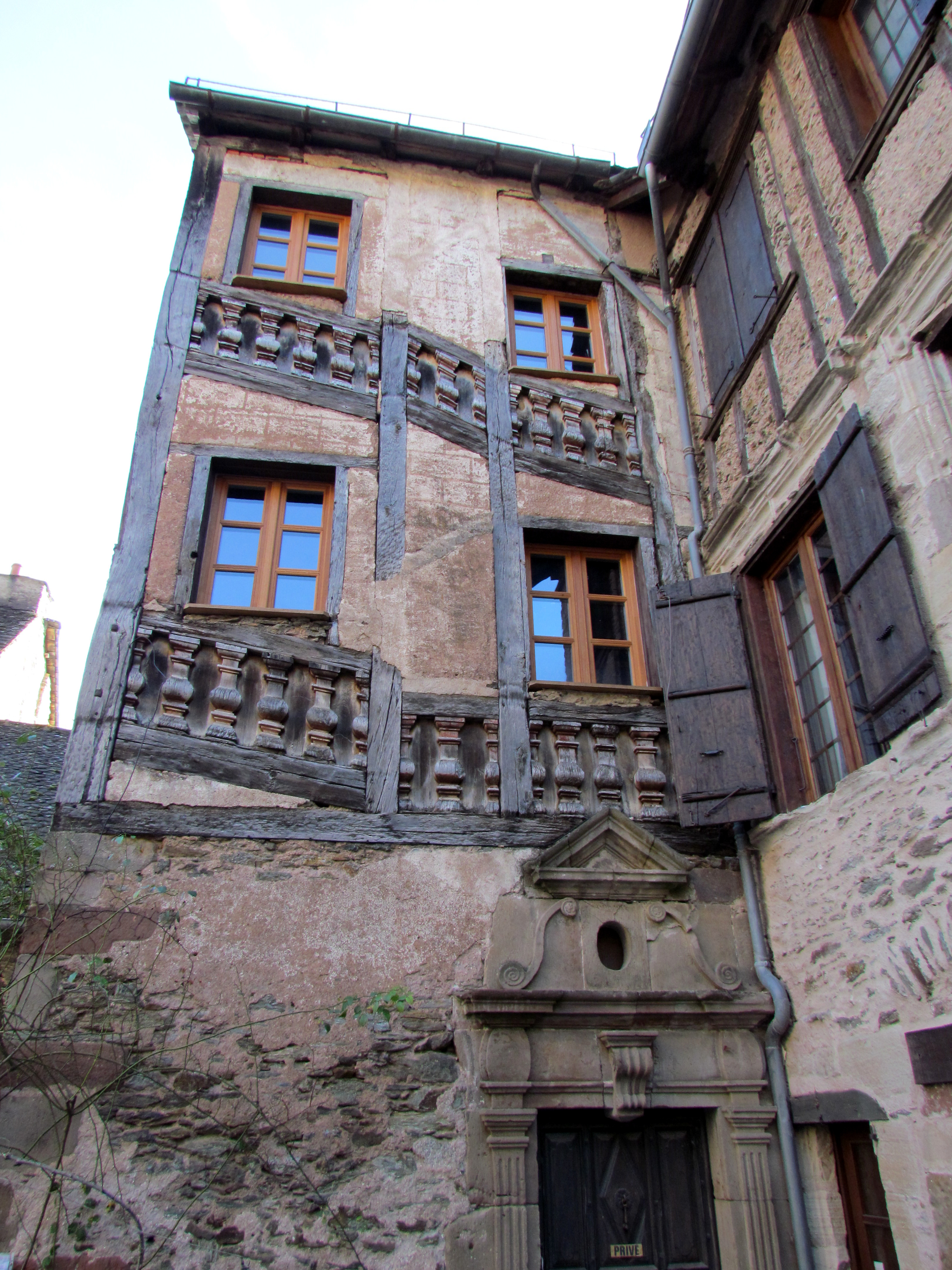
Une bien curieuse maison sur le haut du village.
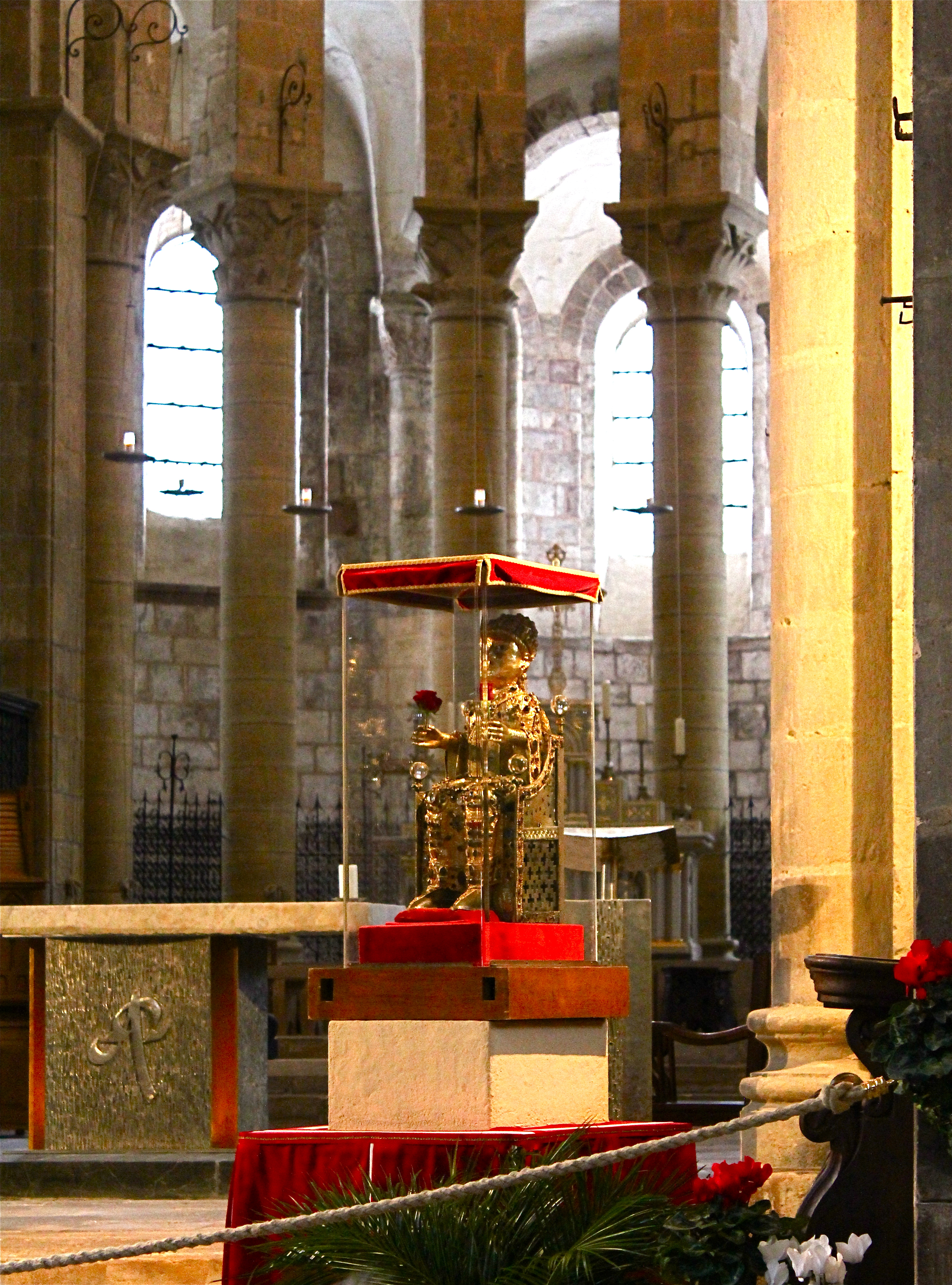
La statue de sainte Foy tenant des roses, exposée dans l'abbatiale le jour de la Sainte Foy (octobre 2010).
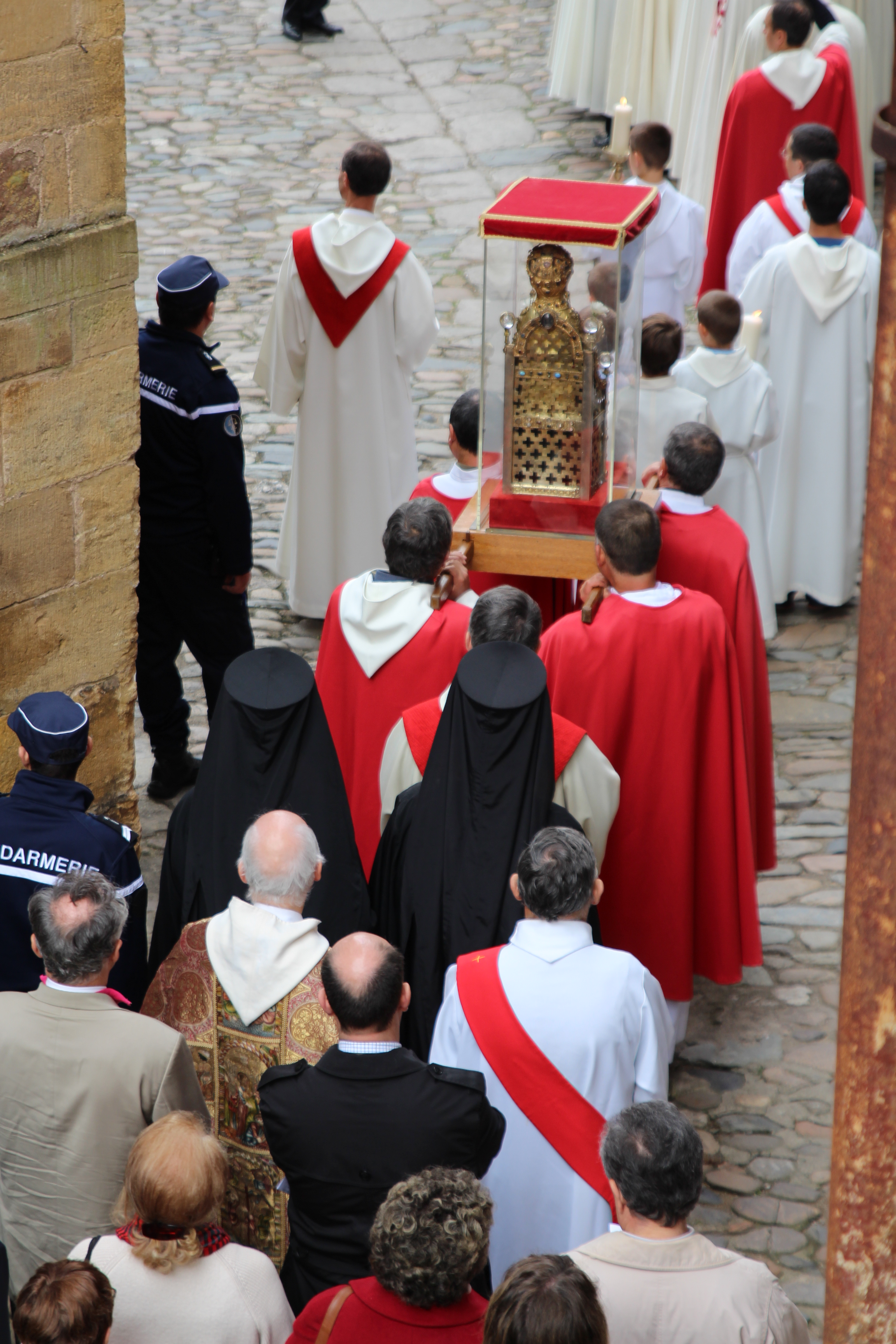
Procession lors de la fête de la sainte Foy (6 octobre 2013).
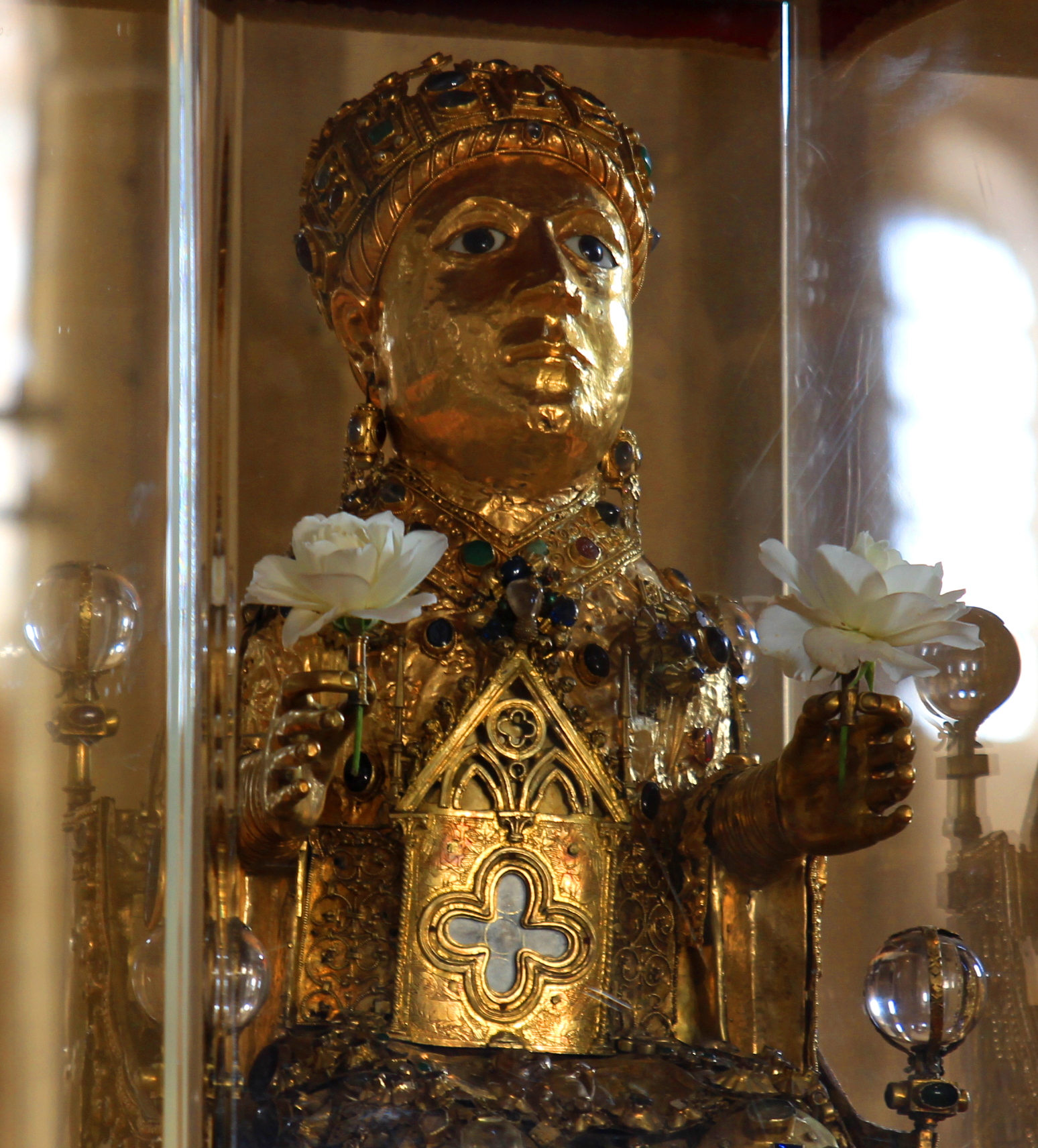
Statue reliquaire de Sainte Foy (6 octobre 2013).

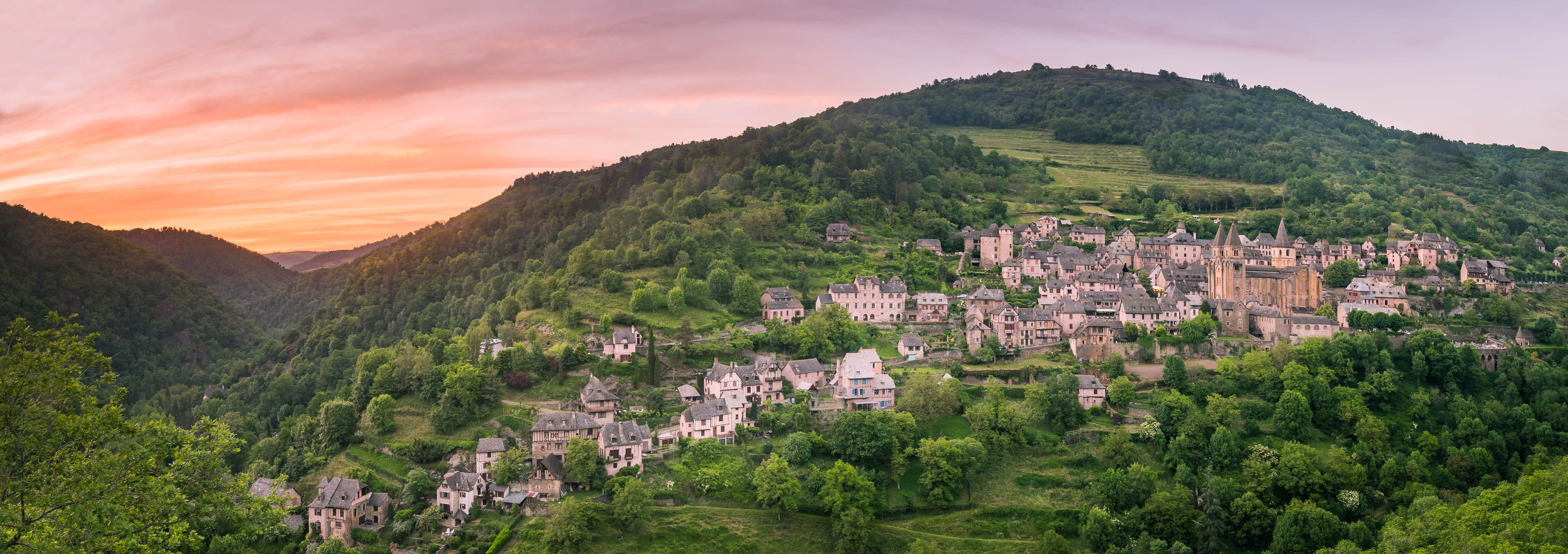
Panoramique en HDR, crépuscule sur Conques.

### Équipements culturels

#### Le Centre Européen d'Art et de Civilisation Médiévale
Bâtiment contemporain semi-enterré, le Centre Européen d'Art et de Civilisation Médiévale a été inauguré en 1992 par Jacques Toubon, ministre de la culture. Lieu de colloques et de séminaires de recherche consacrés au Moyen Âge, le centre a progressivement diversifié ses actions en menant un projet culturel pluridisciplinaire : musique, cinéma, art contemporain, éducation artistique, métiers d'arts…Son premier directeur, Xavier Kawa-Topor y a notamment initié, en 1993, le festival "Cinéma et Moyen Âge" qui a notamment reçu Terry Gilliam, Otar Iosseliani, Antoine Duhamel, Gabriel Axel, Suzanne Schiffman…Le 25 septembre 1995, le Centre organise une conversation publique entre le grand historien Jacques Le Goff et le peintre Pierre Soulages à propos des vitraux créés par ce dernier pour l'abbatiale. Le texte, publié par les éditions Le Pérégrinateur, fait aujourd'hui référence sur la question de la création contemporaine dans un lieu patrimonial . En 2000, le Centre Européen de Conques produit, sous le parrainage de Jacques Le Goff et Marie-Christine Barrault, le spectacle "Le Joueur de Flûte" interprété par 2 000 enfants de l'Aveyron, dans le cadre d'un projet éducatif et artistique mené par la metteur en scène Fabienne Castagna.

#### Centre culturel
Le village compte aussi un centre culturel dont les bâtiments où les matériaux traditionnels ont été mis au service d'une architecture moderne, s'intègrent parfaitement dans le site (Bibliothèque, Centre de documentation sur l'art roman et l'histoire de Conques, Manifestations culturelles diverses).

### Héraldique
| Blason | Blasonnement : De gueules à un pairle alésé d'argent accompagné de trois coquilles de même, deux en chef et une en pointe. |